# Der Mann mit der Peitsche
Der Mann mit der Peitsche ist ein US-amerikanischer Stummfilm aus dem Jahre 1925 mit Douglas Fairbanks in der Titelrolle.

## Handlung
Der Film ist eine Fortsetzung des fünf Jahre zuvor mit überwältigendem Erfolg uraufgeführten Fairbanks-Film Das Zeichen des Zorro.
Im alten Spanien zu Beginn des 19. Jahrhunderts. Der Landedelmann Don Cesar de Vega versteht es sehr gut, sowohl den Degen zu schwingen als auch die Peitsche zu schlagen. Während er in Spanien den Abschluss seiner Erziehung genießt, verliebt er sich in die schöne Dolores, auf die gleichfalls ein Offizier der Königin, Don Sebastian, ein Auge geworfen hat. Die beiden Männer geraten frühzeitig wegen einer Bagatelle aneinander, als der degenschwingende Cesar seinem Rivalen versehentlich eine Feder von dessen Tschako wegsäbelt. Sebastian ist trotz einer Entschuldigung Cesars erbost und fordert diesen zum Duell. Bei diesem Zweikampf werden die beiden Streithähne von einem frei herumlaufenden Bullen gestört, der Sebastian aufs Korn genommen hat. Da sich Sebastian mit seinem Säbelgürtel verheddert hat, springt ihm ausgerechnet Cesar zur Seite und rettet ihn vor dem wild heranstürmenden Tier. Darüber ist Don Sebastian noch wütender. Diese Szene wird von Königin Isabella von Spanien und ihrem Gast, den österreichischen Erzherzog Paul, beobachtet. Man lädt daraufhin Don Cesar an den Hof ein.
Cesar lernt wenig später die Tochter von General de Muro kennen, einem alten Freund seines Vaters. Sie heißt Dolores, und Don Cesar verliebt sich sofort in sie. Damit gerät er erneut in Konflikt mit Sebastian, der ebenfalls ein Auge auf die hübsche Señorita und mehr noch auf das Geld ihrer Familie geworfen hat. Don Cesar ist somit zu einem in jeder Hinsicht lästigen Konkurrenten geworden. Als es in Anwesenheit von Erzherzog Paul, Sebastian und Cesar in einer Taverne zu einer Auseinandersetzung mit Halunken und Raufbolden kommt, weil der Erzherzog mit einer Tänzerin flirtet, nutzt Sebastian die Gunst der Stunde und flieht mit dem Adeligen, nicht ohne Cesar zuvor in der Kaschemme eingeschlossen zurückzulassen. Sebastian platzt fast vor Wut, als wenig später Cesar, der sich natürlich mit Leichtigkeit selbst befreit hat, mit einer Gitarre vor Dolores steht und ihr ein Ständchen bringt. Jeder kann es sehen: die beiden sind vernarrt ineinander.
Derweil versucht Don Fabrique, finanziell ebenso blank wie Sebastian, seinen Aufstieg in der spanischen Gesellschaft voranzutreiben. Er kommt uneingeladen zu einer Feier, bei der Cesar und Sebastian – beide zunächst wenig erfolgreich – um die Gunst von Dolores balzen. Der Erzherzog bittet Dolores zu sich, und Cesar versteht dies falsch und glaubt, dass der Österreicher ihm jetzt auch noch „sein“ Mädchen ausspannen wolle. Doch dem ist nicht so. Erzherzog Paul macht Cesar klar, dass er ganz auf seiner Seite sei, und hoffe, dass Cesar Dolores erobern werde. Um Sebastian aus dem Feld zu räumen, lädt der Hochadelige Cesars Konkurrent zu einem Kartenspiel im Nebenzimmer ein. Nun haben Cesar und Dolores freie Bahn. Man tanzt und man busselt miteinander, und Don Fabrique kann sehen, wie Dolores’ Vater auf die beiden zukommt und ihnen offensichtlich seinen Segen gibt. Als Don Sebastian davon erfährt, ist dieser außer sich. Der Erzherzog sagt ihm, nicht ohne spöttischem Unterton, dass er wohl ebenso viel Pech in der Liebe wie beim Kartenspiel habe. Das ist zu viel für den eifersüchtigen Edelmann. Sebastian zieht seinen Degen und ersticht Erzherzog Paul.
Cesar, der ins Zimmer eilt, weil er meinte, etwas Lautes gehört zu haben, wird daraufhin von Sebastian niedergeschlagen. Der eilt aus dem Zimmer und ruft, dass Cesar den Erzherzog ermordet habe. Dieser aber hat mit letzter Kraft auf einer der Spielkarten niedergeschrieben, dass ihn Don Sebastian getötet habe. Don Fabrique, der als erster das Kartenspielzimmer betritt, erkennt sofort die Spielkarte als Beweisstück und steckt sie ein, da er instinktiv ahnt, dass diese ihm noch nütze sein könnte. Don Cesar wird verhaftet, und man will ihn sofort hinrichten. Doch General de Muro will Cesar einen Abgang ermöglichen, der eines Cabaellero von Ruf würdig ist. Und so drückt er ihm einen Dolch in die Hand und legt Cesar nahe, sich selbst zu richten, um den Namen seiner Familie rein zu halten. Don Cesar tut so, als stieße er den Dolch in seinen Körper und lässt sich in den Schlossgraben fallen. Mithilfe seiner Diener kann sich Don Cesar in der Folgezeit in den Ruinen seines Familienschlosses verstecken.
Monate sind seitdem vergangen, und der vermeintlich tote Don Cesar nennt sich nun Don Q. Don Fabrique hat sich derweil mit seinem sozialen Aufstieg nicht viel Zeit gelassen; er ist mittlerweile Zivilgouverneur und erpresst Sebastian regelmäßig mit der Spielkarte, die noch immer in seinen Händen ist. Dafür muss ihm der wahre Mörder des Erzherzogs Monat für Monat ein ordentliches Sümmchen bezahlen. Don Cesar hat erfahren, dass Dolores’ Vater plant, seine Tochter mit dem Widerling Sebastian zu verheiraten. Eines Tags erscheint bei ihm das Dienstmädchen Lola, das Cesar erzählt, dass Sebastian auf sie in Gegenwart von Don Fabrique immer merkwürdig verängstigt wirke. Cesar ahnt, dass Fabrique gegen Sebastian etwas in der Hand haben müsse. Cesar taucht rechtzeitig am Fenster auf, als Dolores gerade den Heiratsvertrag unterzeichnen will. Daraufhin verweigert Dolores freudestrahlend die Unterschrift. Die Königin ordnet sofort Cesars Verhaftung an, doch wieder kann er entkommen. Der einäugige Oberst Matsado wird auf seine Fährte gesetzt, doch für Don Q alias Cesar ist es ein leichtes, diesen behäbigen Tollpatsch außer Gefecht zu setzen. Cesar schlüpft in dessen Rolle und Uniform und spielt fortan Matsado. In dieser Maskerade kann er Fabrique austricksen und so in sein Versteck in den familieneigenen Ruinen locken.
Oberst Matsado hat sich derweil wieder befreit und sich mit Sebastian zusammengetan, um in Cesars Versteck den mutmaßlichen Mörder des Erzherzogs endlich dingfest zu machen. Beide reiten mit großer Verstärkung dorthin. Cesar kann mit einem seiner Diener den Angriff zunächst abwehren. Dann aber erhält er Verstärkung in Gestalt seines Vaters, dem legendären Zorro, und dessen treuen Begleiter Bernardo. Beide sind, als sie von Cesars Notlage erfahren hatten, sofort zum nächsten Schiff geritten und von Kalifornien nach Spanien gesegelt, um dem Junior beizustehen. Auf dem Weg zu Cesars Versteck begegnet der alte Zorro auch Dolores und ihrer Mutter und berichtet den beiden Frauen, dass sein Sohn, Don Cesar de Vega, unschuldig sei. Dolores wirkt mehr als erleichtert. Im Versteck kommt es zum finalen Kampf zwischen den Guten und den Schurken. Don Sebastian und Don Fabrique werden beide verhaftet, und Don Cesar kann nun endlich in die Arme von Dolores sinken.

## Produktionsnotizen

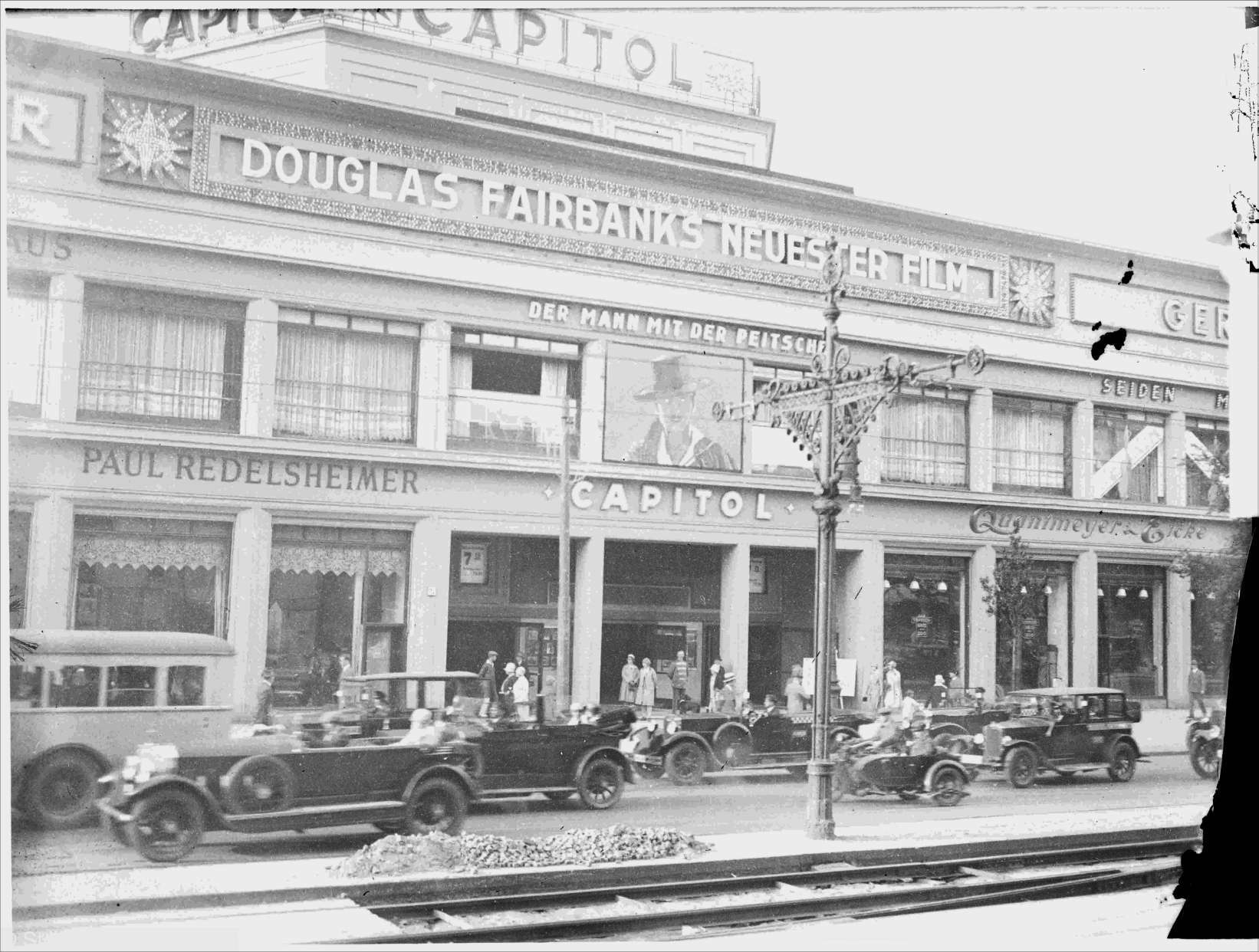
Werbung für den Film am Capitol am Zoo in Berlin, 1. April 1927

Der Mann mit der Peitsche, im Original Don Q Son of Zorro, wurde am 15. Juni 1925 in den Vereinigten Staaten uraufgeführt. In Deutschland lief der Film im August oder September 1926 an, in Österreich war die Premiere für den 8. Oktober 1927 vorgesehen.
Die Darstellerin des Dienstmädchens Lola, Lottie Pickford, war Fairbanks’ Schwägerin. Regisseur Donald Crisp, der hier außerdem eine tragende Nebenrolle spielte, stand auch bei Fairbanks’ folgendem Film, Der Seeräuber, gemeinsam mit ihm vor der Kamera.
Der Mann mit der Peitsche war ein durchaus sorgfältig gewählter deutscher Verleihtitel, denn dieses Accessoire spielt in diesem Film eine omnipräsente Rolle. Zorro schaltet damit nicht nur regelmäßig seine schurkischen Gegenspieler aus, in einer Szene entzündet Fairbanks Don Cesar mit einem Peitschenhieb sogar seine Zigarette.
Der Film wurde 2015 auf DVD herausgebracht.

## Kritiken
In der New York Times schrieb Mordaunt Hall in der Ausgabe vom 16. Juni 1925 folgendes: „‚Don Q. Son of Zorro‘ ist einfach voller Ideen wie jede Fairbanks-Unternehmung. (…) Es ist ein flotter Film mit jeder Menge angenehmer Überraschungen und Action. Mr. Fairbanks scheint sich für diese Rolle eine äußerst schlanke Figur antrainiert zu haben. Er springt auf den Sattel mit einer erstaunlichen Leichtigkeit und macht niemals eine falsche Bewegung. Es ist eine ideale Rolle für Mr. Fairbanks, der wie üblich niemals damit aufhört, meisterhaft die große Peitsche zu schwingen ebenso wie er zeigt, dass er noch immer so gelenkig ist wie vor ein paar Jahren, als er das Publikum mit bemerkenswerten Sprüngen in Erstaunen versetzt hatte. (…) Dieser Film, dem zu keinem Zeitpunkt der Frohsinn vergeht, bleibt bis zum Ende von Interesse. Er wird sich vermutlich sogar als größerer Kassenerfolg als ‚Der Dieb von Bagdad‘ herausstellen.“
Paimann’s Filmlisten nennt den Film ein „Abenteuerdrama“ und urteilte: „Das Sujet ist spannend gearbeitet, bringt viel Abwechslung und schafft gute Unterlagen zu Fairbanks’ Sensationsleistungen, welcher wieder Proben seines artistischen Könnens bietet und besonders durch die ungeheuer geschickte Verwendung einer langen Peitsche Bewunderung erregt. Die Regie sorgte für das gewohnte Tempo, wie auch Darstellung und Aufmachung durchaus befriedigen“.